# Відколювання льоду

Відколювання льодової маси від льодовика Періто-Морено

Відколювання льоду, також відоме як відколювання льодовика або відколювання айсберга — це відламування шматків льоду від краю льодовика. Воно є формою абляції льоду або відривів льоду та зазвичай відбувається внаслідок розширення льодовика. Це явище є раптовим вивільненням та відламуванням маси льоду від льодовика, айсберга, льодовикового краю, шельфового льодовика або льодовикової тріщини. Лід, що відколовся, можна класифікувати як айсберг, проте це також можуть бути брили та уламки. 
Відколювання льодовиків часто супроводжується гучним тріскотом або гулом, поки шматки льоду висотою до 60 метрів відламуються та падають у воду. Входження льоду у воду спричинює великі, а часом небезпечні, хвилі. Такі хвилі, утворені в місцях на кшталт льодовика Джона Хопкінса, можуть бути такими великими, що кораблі не можуть наблизитись до них ближче, аніж на три кілометри. Ці події стали значними принадами для туристів у таких місцевостях, як Аляска.
Багато льодовиків закінчуються біля океанів або прісних озер, що природно призводить до відколювання великої кількості айсбергів. Відколювання льодовиків Ґренландії утворює від 12 до 15 тисяч айсбергів щорічно.
Зазвичай відколюванню шельфових льодовиків передує утворення тріщини. Такі випадки не часто вдається спостерігати.

## Причини

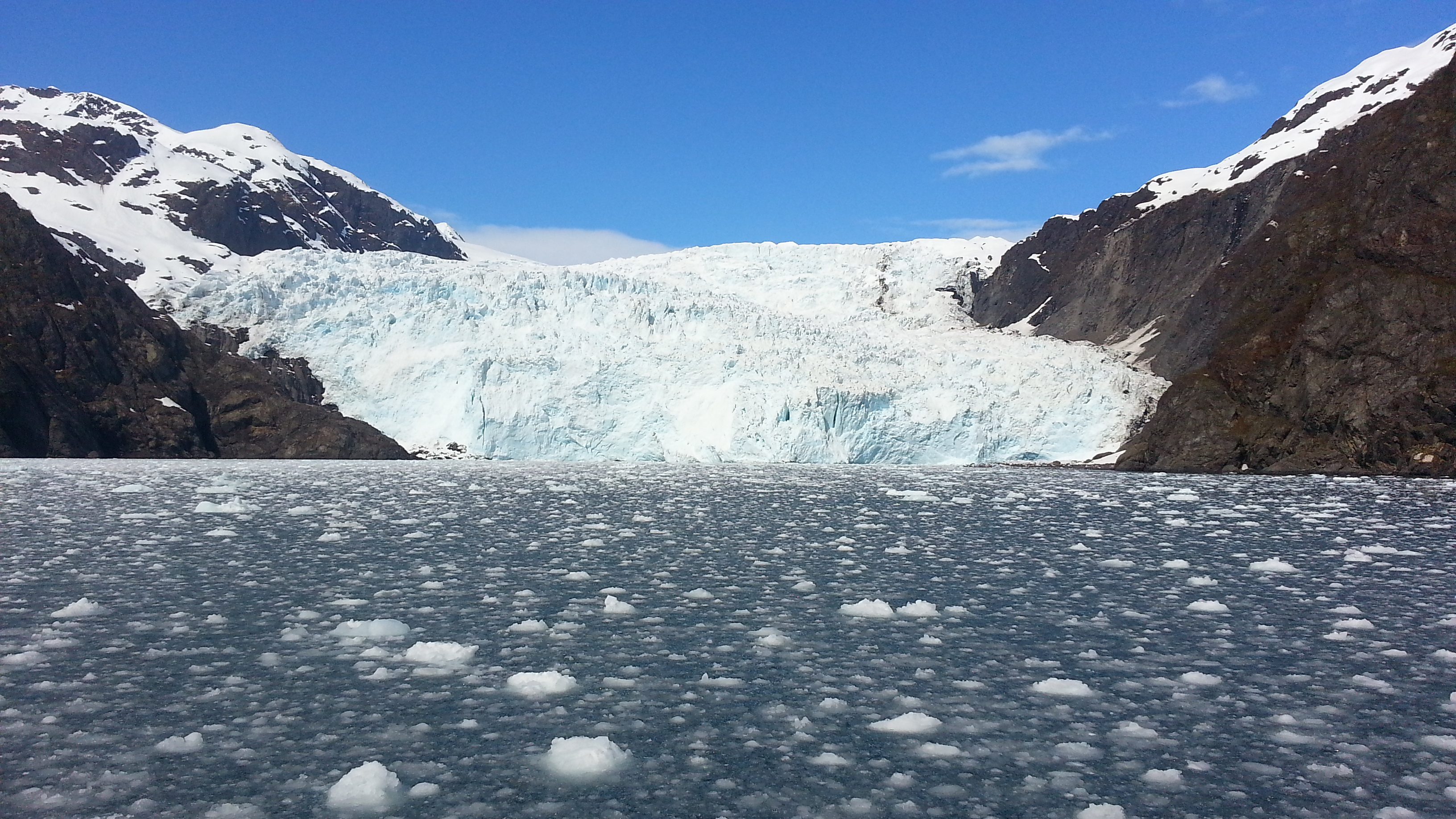
Відкол льодовика та утворене внаслідок цього крижане поле.

Корисно класифікувати причини відколювання на процеси першого, другого та третього порядків. Причиною відколювання першого порядку є поздовжній розтяг, який відповідає за утворення льодовикових тріщин. Коли ці тріщини проникають крізь усю товщу льоду, відбувається відколювання. Поздовжній розтяг контролюється тертям біля основи та країв льодовика, його геометрією та водяним тиском біля його опори. Таким чином, ці фактори є основними факторами рівня відколювання.
Процеси другого й третього порядків накладаються на процеси першого порядку та відповідають радше за окремі випадки відколювання, аніж на рівень відколювання в цілому. Танення льоду на ватерлінії є важливим процесом відколювання другого порядку, оскільки це підрізує субаеральний лід, призводячи до обвалу. Іншими процесами другого порядку є припливно-відпливні та сейсмічні події, плавучі сили та проникнення талих вод. 
Коли відколювання відбувається через танення льодовика на рівні ватерлінії, відколеться лише субаеральна його частина, залишивши занурену «ногу». Таким чином визначається процес третього порядку, в силу якого зустрічні плавучі сили ламають цю льодову ногу і вона виринає на поверхню. Цей процес є вкрай небезпечним, оскільки відомі його випадки без попередніх ознак на відстані до 300 метрів від льодовикового краю.

## Випадки значних обвалень

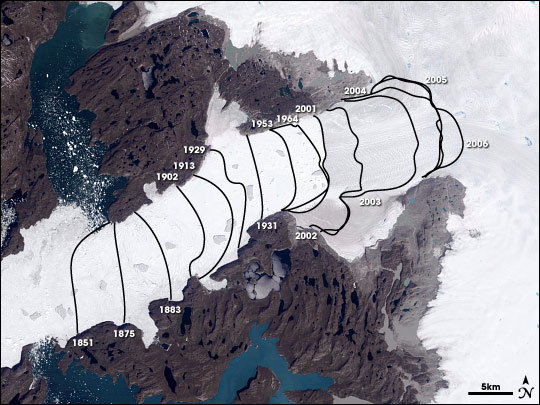
Супутникове зображення льодовика Джейкобшавн Ізбрей, датоване 2001 роком. Лінії показують місця відколювань переднього боку льодовика з 1851 року. Територія від переднього відколу до моря (убік лівого нижнього кутка) це фйорд Ілулісат. Фото надане космічною обсерваторією NASA.

### Шельфовий льодовик Фільхнера
У жовтні 1988 року від шельфового льодовика Фільхнера відламався айсберг А-38, розміром близько 150 км х 50 км (трохи менше за площу Чернівецької області). Друге відколювання відбулось у травні 2000 року та утворило айсберг розміром 167 км х 32 км.

### Шельфовий льодовик Еймері
Істотне відколювання відбулось в період 1962-63 рр. На даний момент у фронтальній частині льодовика є секція розміром 30х30 км, яку називають «розхитаним зубом». Щодня вона рухається на 12 метрів, тому її відколювання очікують рано чи пізно. 

### Шельфовий льодовик Ворд Хант
Наймасштабніше спостережене відколювання льодового острова відбулось на шельфовому льодовику Ворд Хант. Приблизно між серпнем 1961 і квітнем 1962 років відкололось майже 600 км² льоду.

### Шельфовий льодовик Айлз
У 2005 році від північного краю острова Елсмір відколовся майже весь шельфовий льодовик. Від 1900 року близько 90 % шельфових льодовиків острова відкололись і відпливли. Це була наймасштабніша подія такого роду за попередні 25 років. Загалом 87,1 км² льоду було втрачено. Площа найбільшого шматка була 66,4 км², що дорівнює площі приблизно 11 000 футбольних полів.

### Шельфовий льодовик Ларсена
Цей великий шельфовий льодовик, розташований у морі Ведделла, тягнеться вздовж східного узбережжя Антарктичного півострова, складається з трьох сегментів, два з яких є відколеними. Першим, у січні 1995 року, відколовся та від'єднався сегмент Ларсен А, який містив 3,250 км² льоду та сягав 220 метрів у товщину. Другим був сегмент Ларсен Б, який відколовся та від'єднався у лютому 2002 року. 

### Льодовик Джейкобшавн Ізбрей

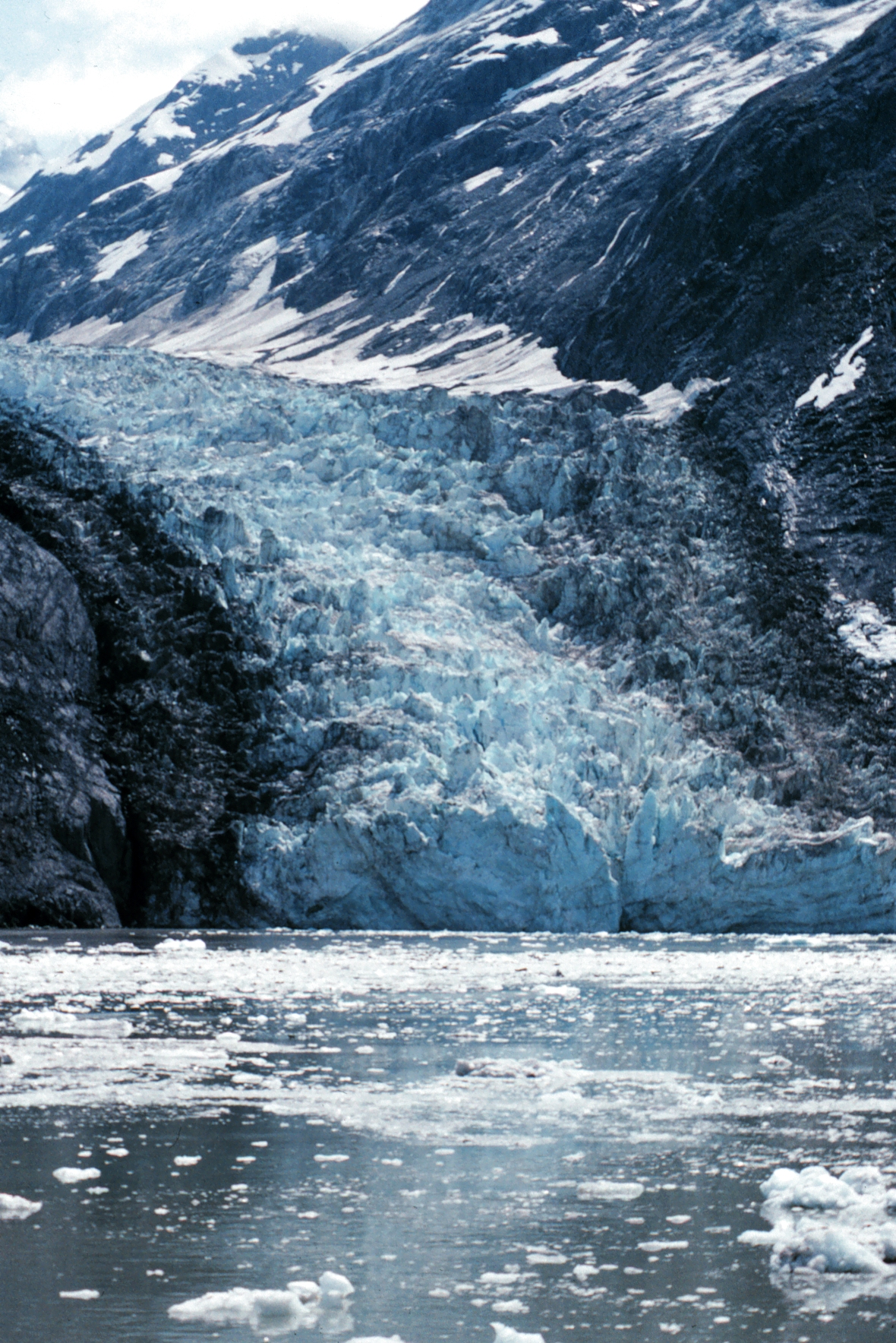
Ґлейсієр Бей, відколювання льодовика

Також відомий як льодовик Джейкобшавн або Сермек Куяллек. Щороку, в рамках постійного процесу, 35 мільярдів тон айсбергів відколюються та зсуваються з фіорду.